# 황중곤
황중곤(1992년 5월 16일~)은 대한민국의 골프 선수이다. 
우리금융그룹 소속으로 활동하고 있다.